# がま池
がま池（がまいけ）は、東京都港区元麻布にある池。

## 概要
六本木ヒルズに程近い東京の山の手の丘陵地にある小さな池で、現在はマンションの敷地内に位置しているため、敷地外から見ることはできるものの、池付近への立ち入りはできない。かつては約500坪（1,650m2）の面積があって、どのような日照りでも枯れることがないと言われていたが、現在は大部分が埋め立てられている。
NHKのブラタモリにて紹介された（2010年12月9日　三田・麻布 完全版）。

## 歴史

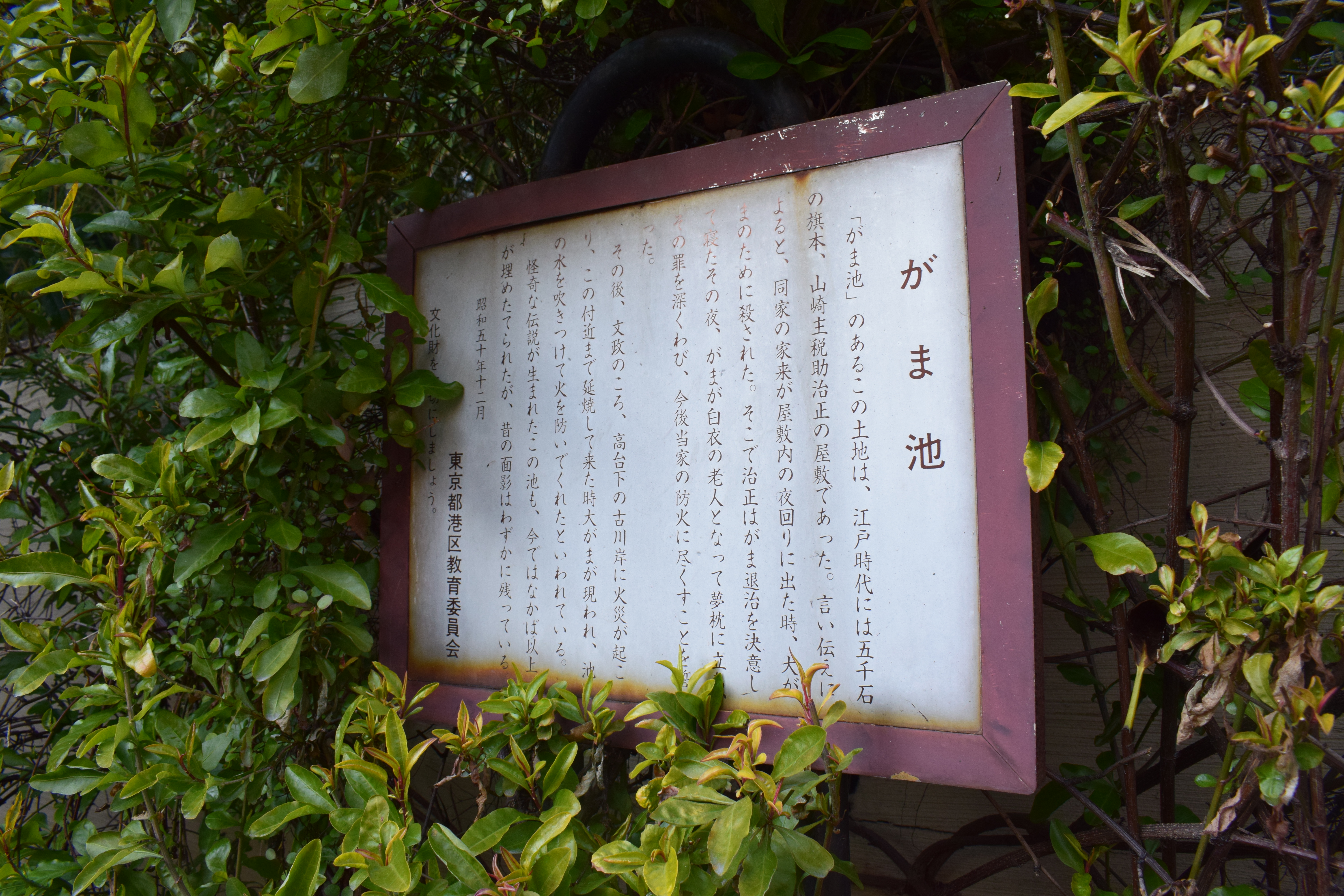
説明

- この池は江戸時代には備中国成羽の領主[3]であった山崎家の屋敷内にあった。山崎治正が当主の文政4年（1821年）7月2日の大火で周りが焼失した際、山崎家の屋敷だけが類焼を免れたが、それはこの池の大がえるが水を吹いて火を消したためであると言われた。そこで、山崎家では「上」の字が書かれた御札を授けるようになり、防火、火傷のお守りとして人気を集めた[4]。この御札は山崎家の家人である清水家が発行していたが、昭和4年（1929年）からは麻布町内の末広神社で授与されるようになった。末広神社は第二次世界大戦中に建物疎開で竹長稲荷（後の十番稲荷神社）に合併され、御札も途絶えたが、平成20年（2008年）に十番稲荷神社が御札を復活し、授与するようになった。御札の「上」の字は、社伝の史料にもとづき、がま池で汲んだ水を用いた墨で書かれている[1][2][5]。
- 池のまわりの土地は維新後渡辺国武子爵の所有となり、国武の養孫の理論物理学者渡辺慧がマンションを建て、土地会社の管理地になる[6]。
- 1924年3月21日付東京朝日新聞に箱根土地株式会社が麻布区西町3500坪の分譲地の広告を掲載。